# Carlos Inca
Carlos Inca (Cuzco, *1537-1582), noble inca y encomendero. Heredero de su padre Paullu Inca, llegó a ser la principal autoridad indígena en el temprano Cuzco virreinal.

## Primeros años
Hijo de Cristóbal Paullu Inca y Catalina Tocto Ussica. Su madre, contrajo matrimonio con su padre, dos días antes de que éste fallezca, siendo legitimados tanto Carlos como su hermano Felipe.
"Fue criado por sus padres al uso español, como lo anduvieron ellos mismos desde que se hicieron cristianos, con mucho lustre, con ayos y criados españoles, teniendo para su ornato muy buenos caballos, jaeces y otros aderezos". Su educación clásica estuvo a cargo de maestros como el padre Pedro Sánchez y el canónigo Juan de Cuéllar.

## Posición social
Residía en el palacio de Colcampata, donde reunía a su corte, en su mayor parte orejones empobrecidos. Recibía a muchos dignatarios que visitaban el Cuzco, ofrecía hospitalidad a vecinos españoles y mestizos, mantenía la capilla de San Cristóbal, fundada por su padre, así como la capilla de la Virgen de Guadalupe en el convento de San Francisco, fundada por él mismo.
Su rol simbólico dentro de la sociedad inca colonial consistía en encabezar las procesiones y celebraciones religiosas de la ciudad, ocupando no solo una posición preferencial entre los incas sino entre los mismos españoles.

## Cargos
Carlos Inca fue el único indígena que ocupó el cargo de regidor del Cuzco. Participó en el comercio de la coca y en la contratación de indios para trabajar en las minas de Potosí.

## Descendencia
Casado con la dama española, María Amarilla de Esquivel, natural de Trujillo e hija de Diego de Amarilla, tuvo como único hijo a Melchor Carlos Inca, caballero de Santiago.